# FIFA 07
FIFA 07 é a edição de 2007 da série de jogos eletrônicos de simulador de futebol da EA Sports. Desenvolvido pela EA Canada, foi publicado pela Electronic Arts.
Foi o último jogo da série FIFA a ser lançado para o GameCube, Xbox e Game Boy Advance, e o terceiro a ser lançado para Xbox 360. Os gráficos de última geração e motor de física usados na versão do Xbox 360 foram exclusivos para o console por um período de 12 meses. Também foi lançado para PC, Nintendo DS, PlayStation Portable e PlayStation 2.
Há sete capas diferentes do FIFA 07, cada um com um jogador diferente, dependendo de qual região o jogo é vendido. Ronaldinho (FC Barcelona) apareceu na capa de todas as edições e foi acompanhado por Landon Donovan (Los Angeles Galaxy) e Francisco Fonseca (UANL Tigres) na América do Norte; Wayne Rooney (Manchester United), no Reino Unido, na Austrália, e Benelux; Lukas Podolski (Bayern de Munique), na Alemanha; David Villa (Valencia), na Espanha; Kaká (Milan), na Itália; Juninho Pernambucano (Lyon), na França; Tranquillo Barnetta (Bayer Leverkusen), na Suíça; e Kim Nam-Il (Suwon Samsung Bluewings) na Coreia do Sul.
FIFA 07 patrocinou o Accrington Stanley para a temporada de 2007-08 de futebol, com o logotipo do FIFA 07 exibido na parte de trás das camisas da equipe.
Pela primeira vez, o Campeonato Brasileiro é devidamente representado, contando com os 20 times que disputaram a Série A de 2006.
O jogo apresentava um erro na Liga Portuguesa. Na versão para Game Boy Advance o Gil Vicente aparecia no jogo em vez do Belenenses. Nas restantes plataformas a equipa do Restelo, aparecia no lugar dos Gilistas. No final da época anterior, o Gil Vicente tinha descido na secretaria devido ao "Caso Mateus", tendo o Belenenses (que tinha descido desportivamente) ocupado o seu lugar.

## Narração e Comentários
- Português Brasileiro: Nivaldo Prieto (Fox Sports) e Paulo Vinicius Coelho (Fox Sports). Português Europeu: Hélder Conduto e David Carvalho.

## Ligas
| - Barclays Premier League - FL Championship - Football League One - Football League Two - Serie A - Serie B - Liga BBVA - Liga Adelante - Super Lig - K-League - A. Bundesliga - Pro League - Campeonato Brasileiro | - Danish Superliga - Ligue 1 - Ligue 2 - Bundesliga - 2.Bundesliga - Eredivisie - Liga MX - Ekstraklasa - Liga Sagres - Scottish Premier League - Allsvenskan - Swiss Super League - Major League Soccer |

## Estádios
| - Delle Alpi - Amsterdam ArenA - Anfield* - AOL Arena - Azteca* - Ataturk - BayArena* - Camp Nou* - Santiago Bernabeu* - Félix Bollaert - Vicente Calderon - Constant Vanden Stock - Daegu Stadium - Div One Euro - Div One UK - Div Three Euro - Div Three UK - Div Two Euro - Div Two UK - Estádio do Dragão - Emirates Stadium* - Estádio do Bessa Século XXI - Estádio da Luz | - Generic Closed Stadium - Generic Open Stadium - Generic South American* - Generic Mediterranean* - Generic Modern* - José Alvalade - Millennium Stadium* - Mestalla - Old Trafford* - Olímpico de Roma - Olympiastadion - Oval Stadium - Parc des Princes* - Rural Training Ground - San Siro* - Seoul World Cup Stadium - St. James' Park - Stamford Bridge* - Urban Training Ground - Stade de Gerland* - Stade Vélodrome* - Wembley Stadium* - Westfalenstadion |

## Trilha sonora
| - Angélique Kidjo - "Wele Wele" - Belasco - "Chloroform" - Bersuit Vergarabat - "O Vas a Misa..." - DJ Bitman - "Get on the Floor" - Blasted Mechanism - "Blasted Empire" - Boy Kill Boy - "Civil Sin" - caBas - "La Cadena de Oro" - Carlos Jean - "Get Down" - d.o.c.h.! - "Was in der Zeitung Steht" - Elefant - "Uh-oh Hello" - Epik High - "Fly" - The Feeling - "Sewn" - Fertig, los! - "Sie ist in Mich Verliebt" - Infadels - "Can't Get Enough (Mekon Remix)" - Keane - "Nothing in My Way" - Malibu Stacy - "Los AnGeles" - Mellowdrone - "Oh My" - Mobile - "New York Minute" - Morning Runner - "Gone up in Flames" - Muse - "Supermassive Black Hole" | - Nightmare of You - "Dear Scene, I Wish I Were Deaf" - Outlandish - "Kom Igen" - Paul Oakenfold - "EA Sports Football Theme (Beautiful Goal)" - Persephone's Bees - "Muzika dlya Fil'ma" - The Pinker Tones - "TMCR Grand Finale" - Plastilina Mosh - "Peligroso Pop" - Polysics - "Tei! Tei! Tei!" - The Prototypes - "Kaleidoscope" - Ralph Myerz and the Jack Herren Band - "Deepest Red" - Seu Jorge - "Tive Razão" - The Sheer - "Understand" - Shiny Toy Guns - "You Are the One" - Stijn - "Gasoline and Matches" - Surferosa - "Royal Uniform" - Tahiti 80 - "Big Day" - Tigarah - "Girl Fight" - Trash Inc. - "Punk Rock Chick" - Us3 - "Kick This" - Young Love - "Discotech" - The Young Punx - "You've Got to..." |

## Jogabilidade
- Mais de 510 times sendo 27 ligas e 20 países com mais de 4 mil jogadores licenciados.
- Na liga on-line os jogadores podem jogar partidas em tempo real em 4 ligas diferentes: FA Premier League (Inglaterra), French Division 1 (França), Bundesliga (Alemanha) e Mexican League (México).
- Mais interatividade entre as reações dos jogadores durante o movimento do jogo. Inclusão dos gritos de torcida durante o jogo.
- Presença de um "motor de potência" onde a reação dos fãs de casa ou visitante reagem diferentemente em incidentes como machucados e escanteios.
- Criação de habilidades especiais para cada tipo de jogador. Jogadores como Ronaldinho Gaúcho, Cristiano Ronaldo e Robinho são especialistas em atacar e jogadores como Frank Lampard, Simão Sabrosa, David Beckham e Roberto Carlos são especialistas em cobranças de faltas.
- Técnicas de passes improvisados, defesas, e lances livres evoluem a inteligência do goleiro.
- A compostura, o espaço do jogador e técnica influenciam no chute do jogador.
- No modo Manager (técnico) os jogadores podem ser transferidos do PlayStation 2 para o PlayStation Portátil por apenas um cabo USB.
- No modo Manager, o jogador pode desenvolver novos jogadores através dos campos de treinamento de jovens (time de base) movendo-se para o time principal.
- Novos tipos de bolas foram incluídas como a bola oficial da Copa do Mundo de 2006. As bolas comportam-se diferente dependendo do clima.
- Possibilidade de criar times totalmente originais, desde o emblema até o físico e psicológico dos jogadores.
- No modo Manager o dinheiro pode ser contado em £ (libra esterlina), $ (dólar americano) e € (euro).
- A cada conquista de um desafio o jogador ganha uma certa quantia de pontos que podem ser trocados (camisas, duas ligas novas, estádios novos, dois times novos e dois tipos de comemorações) no Fan Shop.